# فولفغانغ هيميليك
فولفغانغ هيميليك (بالألمانية: Wolfgang Heimlich)‏ (مواليد 1 مارس 1917) هو سبّاح ألماني، مثّل بلاده في الألعاب الأولمبية الصيفية 1936.

## روابط خارجية
فولفغانغ هيميليك على موقع الاتحاد الدولي للسباحة (الإنجليزية)
- فولفغانغ هيميليك على موقع أوليمبيديا (الإنجليزية)